# بطولة أمم أوروبا تحت 19 سنة 2015
بطولة أمم أوروبا تحت 19 سنة 2015 كانت النسخة الرابعة عشرة من بطولة أوروبا تحت 19 سنة. المسابقة السنوية الأوروبية لكرة القدم للشباب التي تنافس عليها الفرق الوطنية تحت 19 سنة للرجال التابعة للاتحادات الأعضاء في اليويفا. واستضافت اليونان المسابقة. كان يحق لللاعبين الذين ولدوا في 1 يناير 1996 أو بعد ذلك التاريخ أن يشاركوا في هذه المسابقة.

## مرحلة المجموعات
متصدر ووصيف المجموعة تقدما إلى نصف النهائي.
جميع الأوقات حسب التوقيت المحلي توقيت شرق أوروبا الصيفي (ت ع م+03:00).

### المجموعة أ
| م | الفريق      | لعب | ف | ت | خ | أ.له | أ.ع | أ.ف | نقاط | التأهل                      |
| - | ----------- | --- | - | - | - | ---- | --- | --- | ---- | --------------------------- |
| 1 | فرنسا       | 3   | 3 | 0 | 0 | 6    | 1   | +5  | 9    | تقدم إلى مرحلة خروج المغلوب |
| 2 | اليونان (H) | 3   | 1 | 1 | 1 | 2    | 2   | 0   | 4    | تقدم إلى مرحلة خروج المغلوب |
| 3 | النمسا      | 3   | 0 | 2 | 1 | 2    | 3   | −1  | 2    |                             |
| 4 | أوكرانيا    | 3   | 0 | 1 | 2 | 3    | 7   | −4  | 1    |                             |

| اليونان                         | 2–0   | أوكرانيا |
| ------------------------------- | ----- | -------- |
| أورفانيديس 20' · كاراهاليوس 76' | تقرير |          |

| النمسا | 0–1   | فرنسا    |
| ------ | ----- | -------- |
|        | تقرير | بلين 34' |

| أوكرانيا   | 1–3   | فرنسا                                                    |
| ---------- | ----- | -------------------------------------------------------- |
| زوبكوف 55' | تقرير | سيرهو جيراسي 31' · ديمبيلي 62' · لوكيانتشوك 90+2' (ه.ذ.) |

| اليونان | 0–0   | النمسا |
| ------- | ----- | ------ |
|         | تقرير |        |

| فرنسا                    | 2–0   | اليونان |
| ------------------------ | ----- | ------- |
| دياكابي 5' · ديمبيلي 64' | تقرير |         |

| أوكرانيا                    | 2–2   | النمسا           |
| --------------------------- | ----- | ---------------- |
| زوبكوف 14' · Luchkevych 63' | تقرير | كفاسينا 47'، 87' |

### المجموعة ب
| م | الفريق  | لعب | ف | ت | خ | أ.له | أ.ع | أ.ف | نقاط | التأهل                      |
| - | ------- | --- | - | - | - | ---- | --- | --- | ---- | --------------------------- |
| 1 | روسيا   | 3   | 1 | 1 | 1 | 5    | 4   | +1  | 4    | تقدم إلى مرحلة خروج المغلوب |
| 2 | إسبانيا | 3   | 1 | 1 | 1 | 5    | 4   | +1  | 4    | تقدم إلى مرحلة خروج المغلوب |
| 3 | هولندا  | 3   | 1 | 1 | 1 | 2    | 2   | 0   | 4    |                             |
| 4 | ألمانيا | 3   | 1 | 1 | 1 | 3    | 5   | −2  | 4    |                             |

| هولندا                | 1–0   | روسيا |
| --------------------- | ----- | ----- |
| بيلي فان امرسفورت 44' | تقرير |       |

| ألمانيا | 0–3   | إسبانيا                                        |
| ------- | ----- | ---------------------------------------------- |
|         | تقرير | ميرينو 8' · مايورال 72' (ركلة.) · ناهويل 90+3' |

| إسبانيا     | 1–3   | روسيا                                   |
| ----------- | ----- | --------------------------------------- |
| مايورال 13' | تقرير | بارينوف 37' · غاسيلين 48' · شيداييف 54' |

| ألمانيا   | 1–0   | هولندا |
| --------- | ----- | ------ |
| ريتسو 89' | تقرير |        |

| روسيا                                       | 2–2   | ألمانيا                |
| ------------------------------------------- | ----- | ---------------------- |
| كيهرير 32' (ه.ذ.) · إيغور بيزدينيزنيخ 45+2' | تقرير | كيهرير 12' · فيرنر 65' |

| إسبانيا          | 1–1   | هولندا                        |
| ---------------- | ----- | ----------------------------- |
| ميراني 8' (ه.ذ.) | تقرير | بيلي فان امرسفورت 54' (ركلة.) |

## مرحلة خروج المغلوب
في مرحلة خروج المغلوب، استخدم الوقت الإضافي وركلات الجزاء الترجيحية لتحديد الفائز إذا لزم الأمر.

### القوس
|  | نصف النهائي        | نصف النهائي |                    |   | النهائي | النهائي |
|  |                    |             |                    |   |         |         |
|  | 16 يوليو – كاتريني |             |                    |   |         |         |
|  |                    |             |                    |   |         |         |
|  | فرنسا              | 0           |                    |   |         |         |
|  | فرنسا              | 0           | 19 يوليو – كاتريني |   |         |         |
|  | إسبانيا            | 2           |                    |   |         |         |
|  | إسبانيا            | 2           | إسبانيا            | 2 |         |         |
|  | 16 يوليو – لاريسا  |             | إسبانيا            | 2 |         |         |
|  |                    | روسيا       | 0                  |   |         |         |
|  | روسيا              | روسيا       | 0                  | 4 |         |         |
|  | روسيا              |             |                    | 4 |         |         |
|  | اليونان            | 0           |                    |   |         |         |
|  | اليونان            | 0           |                    |   |         |         |

### نصف النهائي
| روسيا                                                | 4–0   | اليونان |
| ---------------------------------------------------- | ----- | ------- |
| تشيرنوف 50'، 79' · غاسيلين 52' · شيداييف 64' (ركلة.) | تقرير |         |

| فرنسا | 0–2   | إسبانيا            |
| ----- | ----- | ------------------ |
|       | تقرير | أسينسيو 88'، 90+5' |

### النهائي
| إسبانيا                  | 2–0   | روسيا |
| ------------------------ | ----- | ----- |
| مايورال 39' · ناهويل 78' | تقرير |       |

## الهدافون
3 أهداف
- بورخا مايورال

هدفان
- ماركو كفاسينا
- موسى ديمبيلي
- بيلي فان امرسفورت
- نيكيتا تشيرنوف
- أليكسي غاسيلين
- راميل شيداييف
- ماركو أسينسيو
- ماتياس ناهويل
- أوليكساندر زوبكوف

هدف
- أليكسيس بلين
- مختار دياكابي
- سيرهو جيراسي
- تيلو كيهرير
- جانلوكا ريتسو
- تيمو فيرنر
- زيسيس كاراهاليوس
- بيتروس أورفانيديس
- دميتري بارينوف
- إيغور بيزدينيزنيخ
- ميكل ميرينو
- Valeriy Luchkevych

هدف ذاتي
- تيلو كيهرير (لعب ضد روسيا)
- دامون ميراني (لعب ضد إسبانيا)
- بافلو لوكيانتشوك (لعب ضد فرنسا)

المصدر: UEFA.com

## وصلات خارجية
- History – UEFA European Under-19 Championship: 2014/15, UEFA.com
- 2015 final tournament: Greece, UEFA.com
- الموقع الرسمي (يونانية)